# Reinhardt Fortuin
Pas d'image ? Cliquez ici

a Compétitions nationales et continentales officielles uniquement.

b Matchs officiels uniquement.
Dernière mise à jour le 16 février 2025.
Reinhardt Fortuin, né le 30 janvier 1996 à Pretoria (Afrique du Sud), est un joueur international néerlandais d'origine sud-africaine de rugby à XV évoluant aux postes de centre et demi d'ouverture.

## Biographie

### Jeunesse et formation
Reinhardt Fortuin a passé une partie de son enfance à Kimberley. Il a débuté le rugby à XV à l'école dans la région du Boland en Afrique du Sud. Puis, il rejoint l'université de Stellenbosch et évolue pour leur équipe universitaire (Maties Rugby Club) en Varsity Cup (en).

### En club
Reinhardt Fortuin est sur la feuille de match pour la première fois avec les Cheetahs le 6 novembre 2020 face aux Sharks en tant que remplaçant mais il n'entre pas en jeu. Il fera ses débuts dans le Super Rugby Unlocked sept jours plus tard face aux Stormers en entrant en jeu à la 76e minute à la place de François Steyn.
En parallèle des Cheetahs, il évolue en Currie Cup avec les Free State Cheetahs. À l'issue de la Currie Cup 2023 (en), il remporte le titre de champion avec ces derniers.

### En équipe nationale
En 2023, il est sélectionné avec l'équipe des Pays-Bas et participe au Rugby Europe Championship.

## Palmarès
- Vainqueur de la Currie Cup en 2023 avec les Free State Cheetahs.